# Euxoa adusta
Euxoa adusta là một loài bướm đêm trong họ Noctuidae.